# Hiroki Ioka
Hiroki Ioka (井岡 弘樹, Ioka Hiroki) est un boxeur japonais né le 8 janvier 1969 à Sakai.

## Carrière
Passé professionnel en 1986, il remporte le premier titre de champion du monde des poids pailles WBC le 18 octobre 1987 aux dépens de Mai Thomburifarm. Il conserve son titre contre le sud-coréen Lee Kyung-yung et fait match nul face au thaïlandais Napa Kiatwanchai. Battu lors du combat revanche le 13 novembre 1988, il poursuit sa carrière dans la catégorie de poids supérieure et s'empare de la ceinture de champion du monde des poids mi-mouches WBA le 17 décembre 1991 après sa victoire contre Yuh Myung-woo. Le boxeur japonais conserve cette ceinture à deux reprises avant de s'incliner aux points leur du combat revanche l'opposant à Yuh Myung-woo le 18 novembre 1992.
Il échouera ensuite quatre fois dans sa quête d'un troisième titre mondial dans autant de catégories (trois fois en poids mouches, une fois en super-mouches) et mettra un terme à sa carrière sportive en 1998 sur un bilan de 33 victoires, 8 défaites et 1 match nul.

## Référence
1. ↑  (en) Hiroki Ioka vs. Napa Kiatwanchai II (boxrec.com)